# Stenodermatinae
Stenodermatinae é a maior subfamília de morcegos da família Phyllostomidae, com 14 gêneros e mais de 60 espécies. Os membros dessa subfamília ocorrem nas regiões tropicais e subtropicais das Américas, desde o México até o norte da Argentina, ocorrendo também em algumas ilhas do Caribe e nas Florida Keys. Todas as espécies da subfamília são obrigatoriamente frugívoras, mas podem consumir outros recursos vegetais como folhas, néctar, pólen e sementes.

## Taxonomia e Evolução
Filogenias moleculares recuperam Rhinophyllinae como grupo-irmão de Stenodermatinae. A ausência de cauda e um focinho curto são prováveis sinapomorfias morfológicas para o clado formado pelas duas subfamílias. Dentro de Stenodermatinae, dados moleculares e morfológicos indicam que Sturnira seria grupo-irmão do clado contendo os demais gêneros de Stenodermatinae. Portanto, a primeira divisão na subfamília refere-se às tribos Sturnirini (contendo apenas Sturnira) e Stenodermatini (contendo os demais gêneros). A tribo Stenodermatini, muito mais diversificada, é subdividida em 5 subtribos: Artibeina, Ectophyllina, Enchistenina, Stenodermatina e Vampyressina.
O registro fóssil da subfamília é escasso e restrito ao Quaternário tardio (aproximadamente 100.000 anos). São conhecidos representantes fósseis dos gêneros atuais Artibeus, Chiroderma, Platyrrhinus, Phyllops, e provavelmente Uroderma. Quatro espécies e um gênero extintos são conhecidos de Cuba: Artibeus anthonyi†, Cubanycteris silvai†, Phyllops vetus† e Phyllops silvai†.

## Classificação
- Tribo Sturnirini Miller, 1907
  - Sturnira Gray, 1842
- Tribo Stenodermatini Gervais, 1842
  - Subtribo Artibeina H. Allen, 1898
    - Artibeus Leach, 1821
    - Dermanura Gervais, 1856
    - Koopmania Owen, 1991

  - Subtribo Ectophyllina Baker et al., 2016
    - Ectophylla H. Allen, 1892

  - Subtribo Enchisthenina Baker et al., 2016
    - Enchisthenes Andersen, 1906

  - Subtribo Stenodermatina Gervais, 1842
    - Ametrida Gray, 1847
    - Ardops Miller, 1906
    - Ariteus Gray, 1838
    - Centurio Gray, 1842
    - Cubanycteris † Savage, 1951
    - Phyllops Peters, 1865
    - Pygoderma Peters, 1863
    - Sphaeronycteris Peters, 1882
    - Stenoderma É. Geoffroy, 1818

  - Subtribo Vampyressina Baker et al., 2016
    - Chiroderma Peters, 1860
    - Mesophylla Thomas, 1901
    - Platyrrhinus Saussure, 1860
    - Uroderma Peters, 1865
    - Vampyressa Thomas, 1900
    - Vampyriscus Thomas, 1900
    - Vampyrodes Peters, 1865

## Características morfológicas

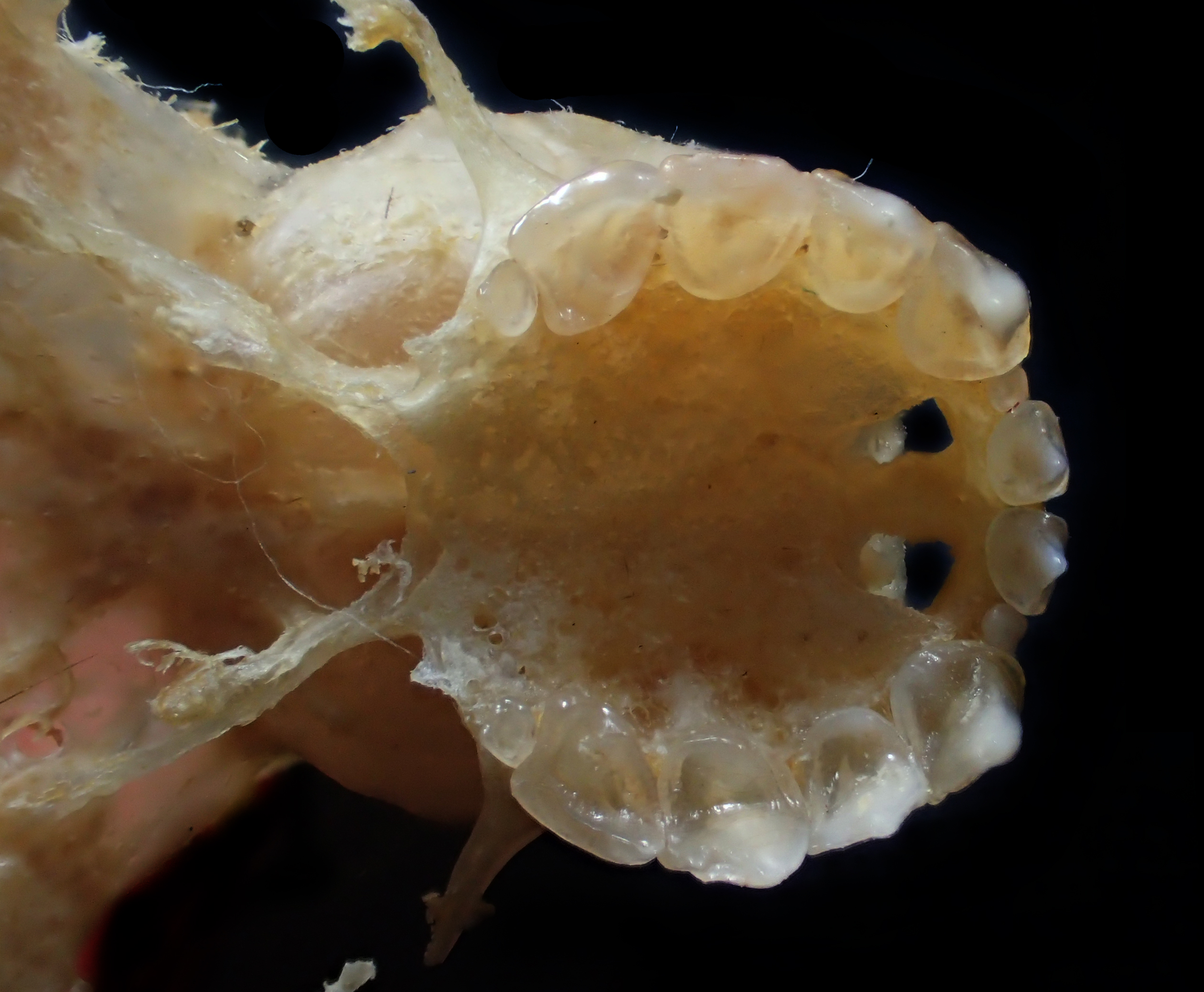
Arcada dentária de Pygoderma bilabiatum em vista oclusal.

Os morcegos Stenodermatinae são caracterizados por possuírem a arcada dentária circular em vista oclusal, o primeiro pré-molar superior sempre em contato com o canino, molares superiores com cúspides reduzidas (sem o padrão em "W" presente na maioria dos morcegos), molares inferiores com coroas baixas e cúspides altas, e ausência de cauda. A fórmula dentária das espécies dessa subfamília varia pouco:
{\displaystyle {\tfrac {2.1.2.2-3}{1-2.1.2.2-3}}}

Externamente, muitas espécies das subtribos Artibeina, Enchistenina e Vampyressina apresentam quatro listras faciais, geralmente contrastantes com a pelagem ao redor. Adicionalmente às listras faciais, a maioria dos Vampyressina possuem uma listra dorsal sagital, assim como presente nos gêneros não-Stenodermatinae Trinycteris e Gardnerycteris. A cauda é ausente, o uropatágio pode ser bem desenvolvido (por exemplo em Uroderma), ou extremamente reduzido (por exemplo em Sturnira).  

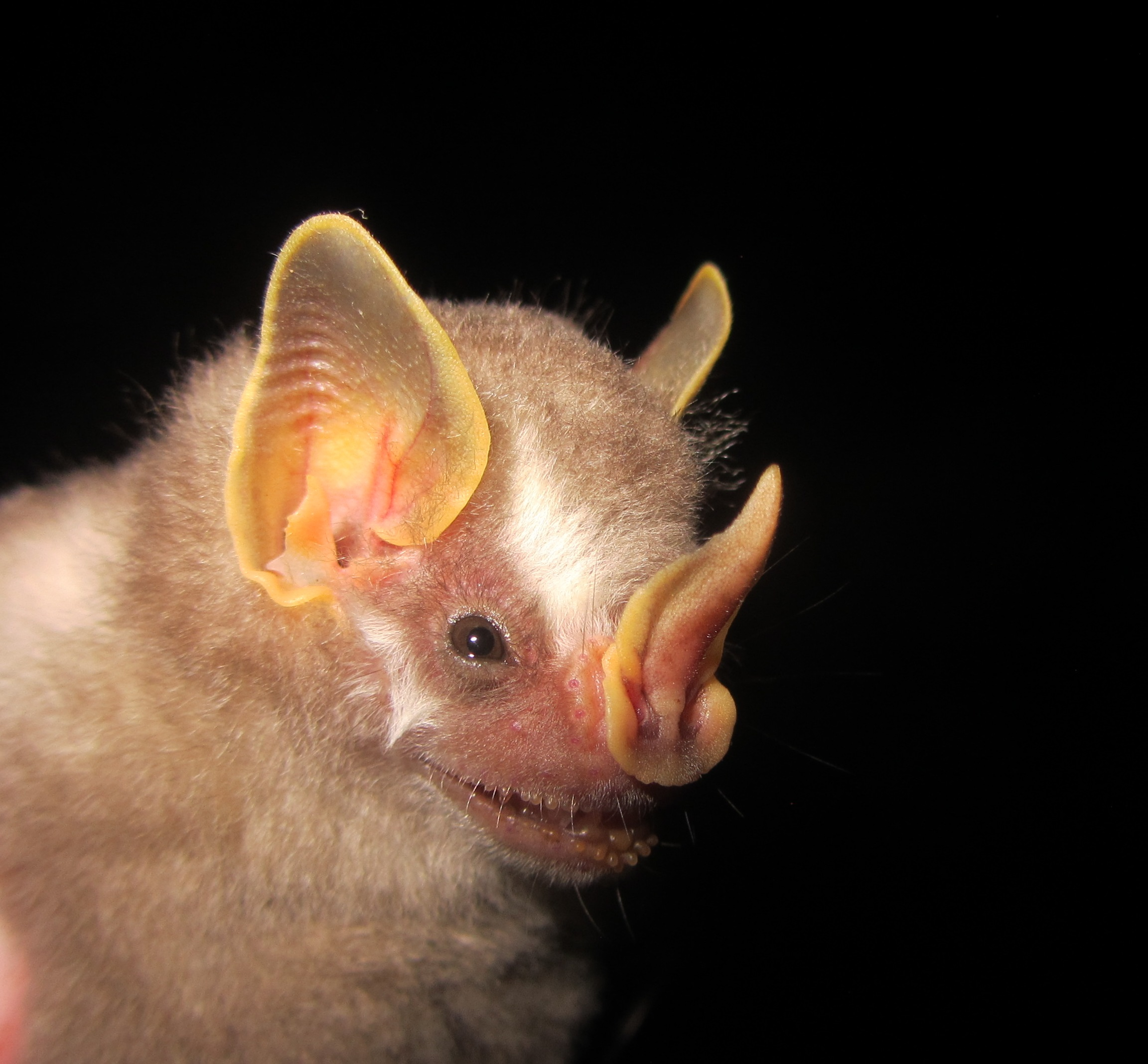
Detalhe da região facial de Dermanura sp., notar as litras faciais.

## Ecologia
Sabe-se que os morcegos filostomídeos dispersam sementes de pelo menos 549 espécies de plantas de 62 famílias diferentes. Com dieta predominantemente frugívora, os morcegos Stenodermatinae são, portanto, importantes dispersores de sementes. Os Stenodermatinae estão entre as principais espécies de morcego que visitam barreiros na região amazônica. Acredita-se que tal comportamento de geofagia tenha evoluído em animais especializados no consumo de frutos de Ficus spp., que são pobres em sódio, nutriente esse abundante nos barreiros.
As espécies de Stenodermatinae utilizam uma gama variada de abrigos diurnos. A maioria das espécies abriga-se em meio a folhas de árvores, mas também podem utilizar ocos de árvore e cavidades rochosas (como cavernas e cangas), e inclusive construções abandonadas. O comportamento de modificar folhas em tendas para abrigo diurno é exclusivo de Phyllostomidae nos neotrópicos, mas surgiu convergentemente em Pteropodidae. Os gêneros de Stenodermatinae que possuem espécies que utilizam tendas são: Artibeus, Dermanura, Ectophylla, Mesophylla, Platyrrhinus, Uroderma e Vampyressa. O único filostomídeo não-Stenodermatinae que utiliza tendas é Rhinophylla.

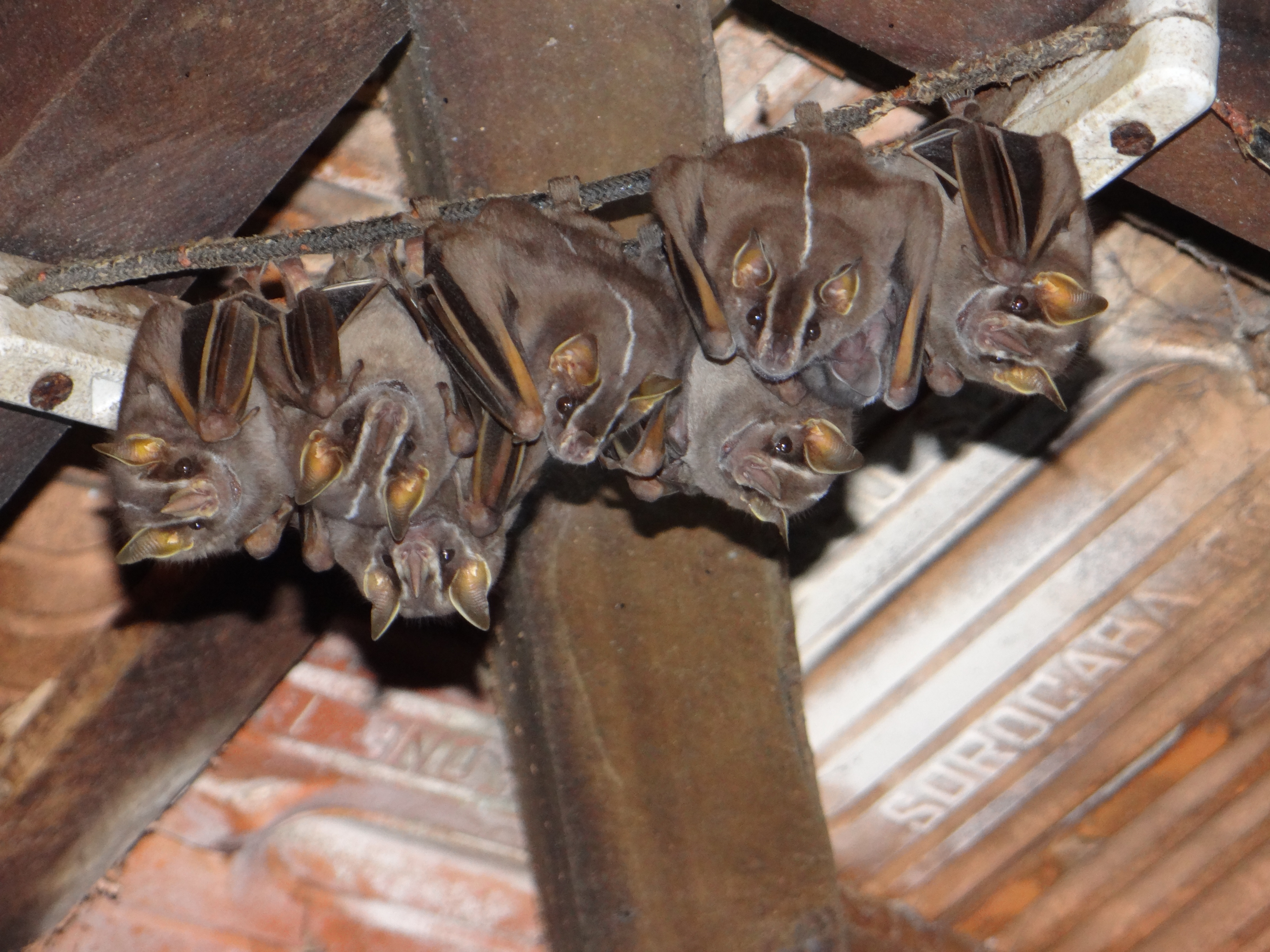
Grupo de Platyrrhinus sp. (provavelmente P. lineatus) utilizando casa abandonada como abrigo, em Pilar do Sul, São Paulo.